# Acianthus caudatus
Acianthus caudatus R.Br. 1810 es una orquídea de hábito terrestre originaria de Australia.

## Distribución y Hábitat
Se encuentra distribuida en Queensland, Nueva Gales del Sur, Victoria, Tasmania y Australia del Sur en alturas de hasta 600 m s. n. m. en el matorral costero, los páramos y los bosques donde prefieren la luz con sombra moderada y la tierra arenosa de húmedos bosques de eucaliptos.

## Descripción
Es una planta de  tamaño pequeño que prefiere el clima fresco al frío, son orquídeas de hábitos  terrestres. Presenta pequeños tubérculos que dan lugar a una solitaria hoja cordiforme, algo tri-lobulada, apiculada con retícula por el haz y por el envés  que crece  horizontal a la tierra. Florece en el invierno y la primavera en una erecta y delgada inflorescencia glabra de 15 cm de largo con algunas [1 a 9] flores de 2.5 cm de largo que tienen un olor desagradable que se dice se asemeja a un perro sin lavar. La polinización de las especies se ha estudiado muy poco, pero se cree polinizadas por pequeñas moscas.

## Taxonomía
Acianthus caudatus fue descrita por Robert Brown y publicado en Prodromus Florae Novae Hollandiae 321. 1810.
Etimología
Acianthus: nombre genérico que deriva de la palabra griega achis (punto) y anthos (flor), refiriéndose a sus sépalos puntiagudos´
caudatus: epíteto latino que significa "con cola", donde se refiere a su largo sépalo dorsal.
Sinonimia
Los siguientes nombres se consideran sinónimos de Acianthus caudatus:
- Epipactis caudata (R.Br.) Poir. 1812;
- Nemacianthus caudatus ( R.Br. ) D.L.Jones & M.A.Clem. 2002[4][5]